# 前田河広一郎

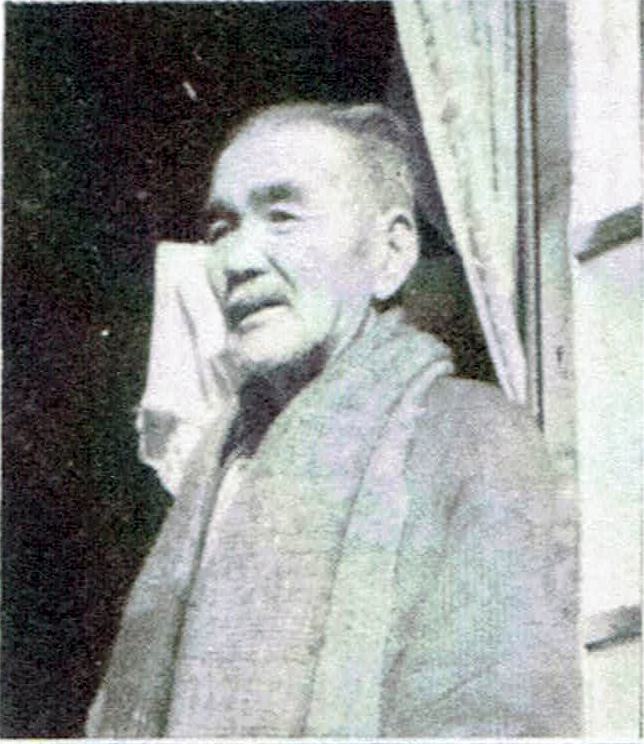
日本現代文学研究会『現代日本小説大系』（第42巻（1949）より

前田河 広一郎（まえだこう ひろいちろう、1888年11月13日 - 1957年12月4日）は、日本の小説家、翻訳家。
日本のプロレタリア文学の勃興期における指導者の一人。

## 経歴
非嫡出子として宮城県仙台市川内大工町に生まれ、母方の伯父のもとで育つ。
1905年、宮城県立第一中学校（現在の宮城県仙台第一高等学校）を中退して上京し、徳冨蘆花に師事。1907年、蘆花の支援を受けて渡米。13年間の滞米生活中、皿洗いや外交員や庭師や邦字新聞『日米週報』（記者などの職業を転々とする。この時期、英語で小説を発表。1920年に帰国。
1921年、雑誌『中外』に掲載された「三等船客」で文壇に登場。雑誌『種蒔く人』『文藝戦線』の論客として活躍し、ブルジョワ文学の代表者とされた菊池寛と論争。しかしプロレタリア運動への弾圧の激化によって文壇から抹殺される。
太平洋戦争末期に千葉県へ疎開し、千葉新聞社に勤務。晩年は蘆花の研究に専念して（岩波書店から『蘆花伝』を出版している）いたが、脳溢血で倒れる。動脈硬化と心臓喘息のため東京医科歯科大学附属病院で死去。享年69。

## 著書
- 『三等船客 創作』（自然社） 1922
- 『赤い馬車 創作』（自然社） 1923
- 『麺麭』（大阪毎日新聞社ほか） 1923
- 『快楽師の群』（聚芳閣、新作家叢書） 1924
- 『最後に笑ふ者』（越山堂） 1924
- 『大暴風雨時代 長編創作』（新詩壇社） 1924
- 『脅威 他二篇』（新潮社、新進作家叢書） 1925
- 『黙祷 戯曲集』（文芸戦線社出版部） 1928
- 『悪漢と風景』（改造社） 1929 - 上海滞在記
- 『十年間 評論集』（大衆公論社） 1930
- 『拵へられた男』（塩川書房、プロレタリア前衛小説戯曲新選集） 1930
- 『支那』（改造社） 1930
- 『支那から手を引け』（日本評論社、新作長篇小説選集） 1930
- 『セムガ』（日本評論社、日本プロレタリア傑作選集） 1930
- 『ソヴェートの連中と房吉』（創建社） 1931
- 『サッコ・ヴァンゼッテ事件 廿世紀最大不詳事』（河出書房、記録文学叢書） 1937
- 『火田 他六篇』（六芸社） 1938
- 『人間 長篇小説』（六芸社） 1938
- 『蘆花伝』（岩波書店） 1938
- 『国境からふと』（六芸社） 1939
- 『人間 長篇小説 大陸篇』（六芸社） 1939
- 『蒼竜』（鱒書房） 1940
- 『世界偉人美談』（非凡閣） 1941
- 『物語米国史』（教材社） 1941
- 『青春限りなく』（有光社） 1942
- 『米国戦争史』（有光社） 1942
- 『大維新の人々』（潮文閣） 1943
- 『蘆花の芸術』（興風館） 1943
- 『トルストイ』（興風館） 1947
- 『追はれる魂 復活の蘆花』（月曜書房） 1948
- 『共産主義か民主主義か』（社会教育協会） 1949
- 『リンカーン』（社会教育協会） 1950
- 『青春の自画像 遊びは学問なり』（理論社） 1958

## 翻訳
- 『ボリシェビーキの理論と実際』（バートランド・ラッセル、三田書房） 1921
- 『ジヤングル』（シンクレエア、叢文閣） 1925
- 『義人ジミー』（アプトン・シンクレェア、改造社） 1926
- 『神秘の日本 今日の話題』（ジユリアン・ストリート、学芸講演通信社パンフレツト） 1926
- 『地獄』（アプトン・シンクレア、南宋書院、世界社会主義文学叢書） 1928
- 『資本』（シンクレア、日本評論社） 1930
- 『ボストン』（シンクレア、長野兼一郎共訳、改造社） 1929 - 1930
- 『本町通り』（シンクレーア・ルイス、新潮社） 1931
- 『協同組合』（アプトン・シンクレア、第一書房） 1937
- 『世界新秩序建設』（H・G・ウエルズ、非凡閣） 1940
- 『妖聖ガントリー』（シンクレーア・ルイス、今日の問題社、ノーベル賞文学叢書） 1940
- 『濠洲 長篇小説』（イリーナア・ダーク、有光社） 1942
- 『触るべからず 印度小説』（ムルク・ラジ・アナンド、六人社） 1942

## 関連書籍
- 『地上の糧 前田河広一郎伝 伝記長編小説』（桜井増雄、游心出版） 1991